# ببر ذهبي

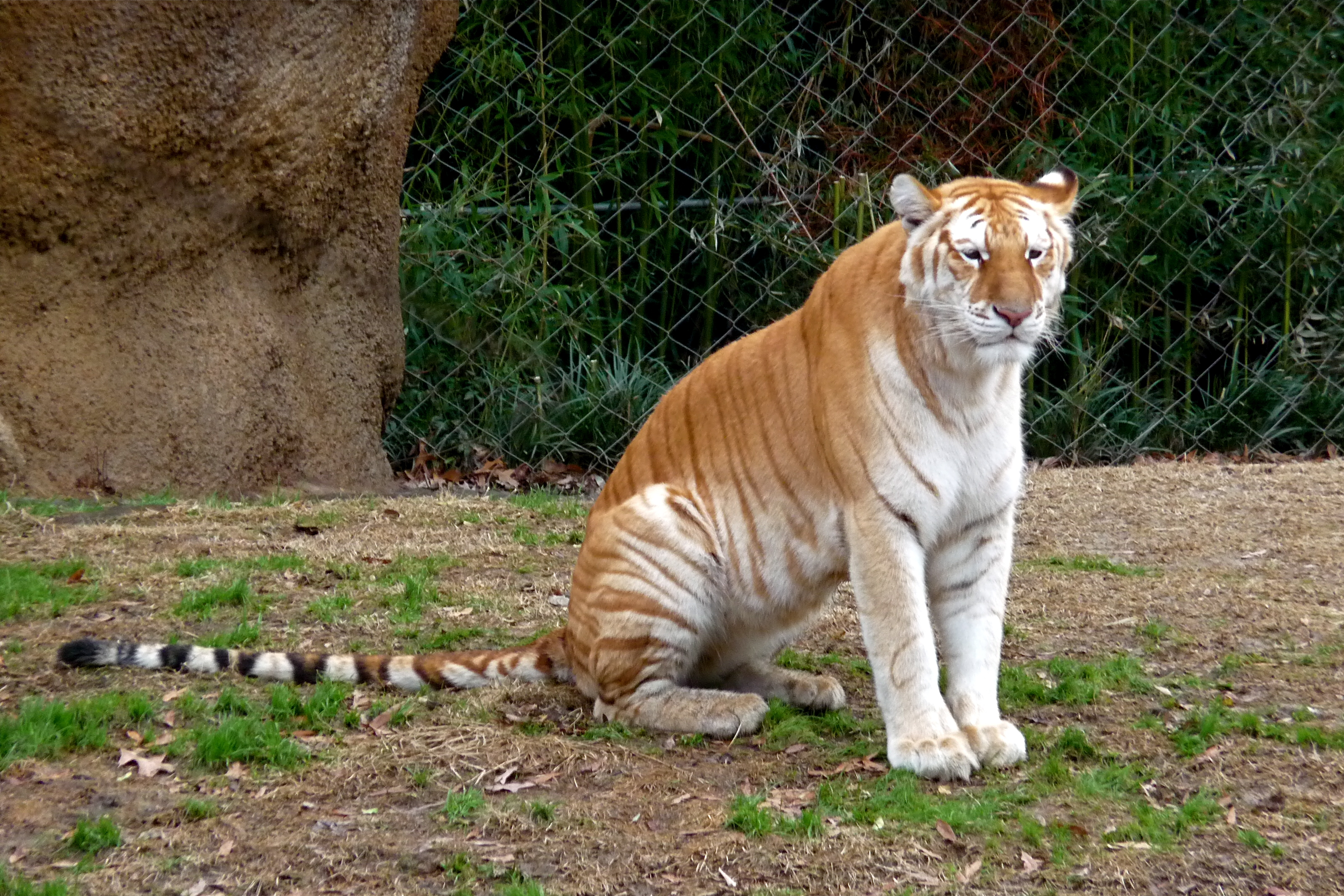
الببر الذهبي

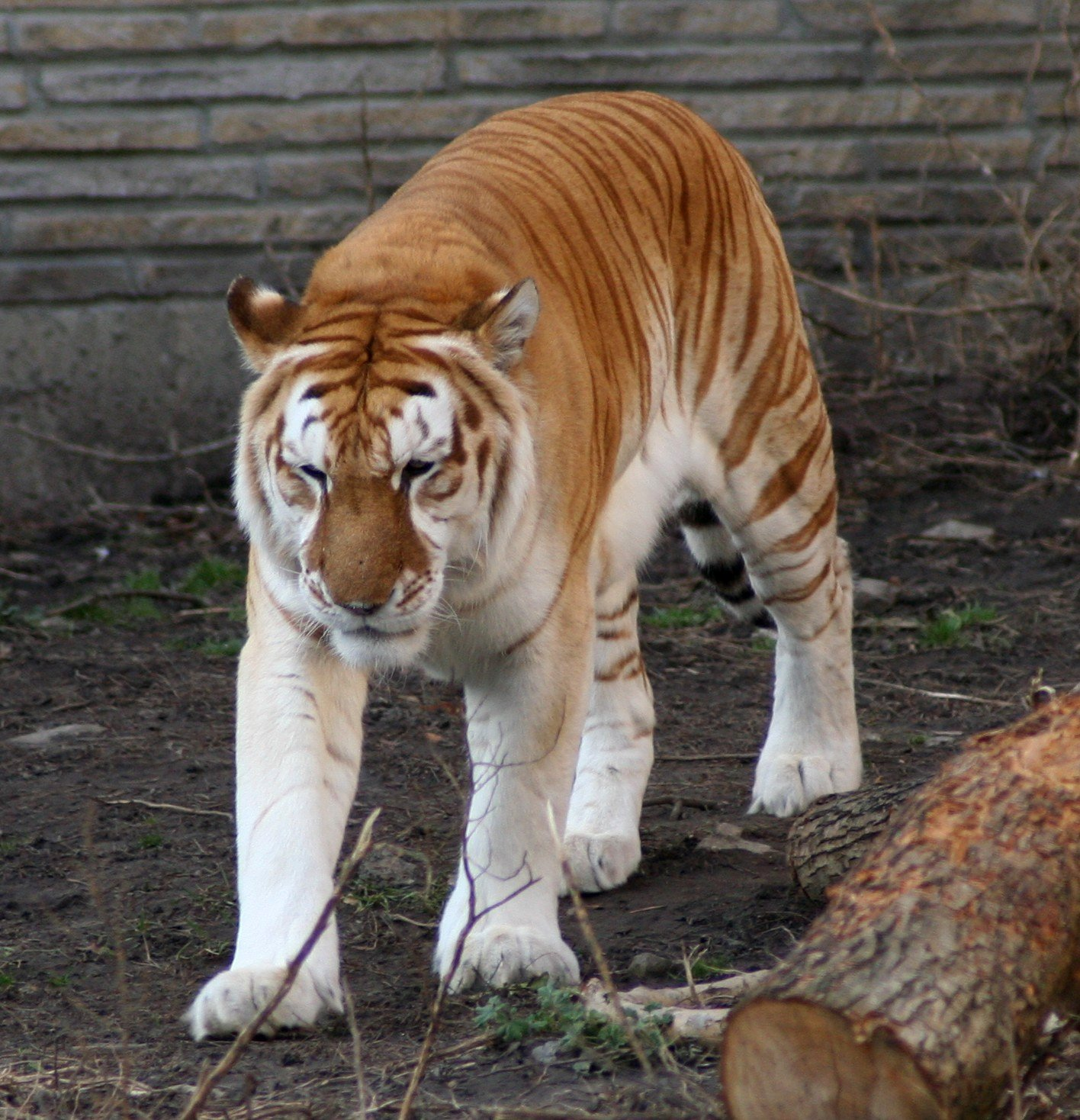
ببر ذهبي

ينحدر الببر الذهبي من سلالة الببور البنغالية أو الببور السيبيرية أو من تزاوج فصيلتين وهو يشكل حلقة وصل بين الببور العادية و الببور البيضاء, حيث البياض يمتد عادة على طول البطن و كذا الأقدام, ذهبي مع شقرة على امتداد الظهر والرأس و الذيل، مع خطوط شقراء غامقة أو منفتحة.و هو أقل شهرة من الببر الأبيض وأكثر ندرة.
ومتبقي منه حالياً 30 ببر فقط.